# Elim Chan

Elim Chan (2019)

Elim Chan (chinesisch: 陳以琳; geboren am 18. November 1986 in Hongkong) ist eine Dirigentin. Chan ist seit der Konzertsaison 2019–2020 Chefdirigentin des Antwerp Symphony Orchestra sowie seit der Saison 2018–2019 erste Gastdirigentin des Royal Scottish National Orchestra.

## Ausbildung
Elim Chan sang einst im Kinderchor in Hong Kong und begann im Alter von 6 Jahren mit dem Klavierspiel. Am Smith College in Massachusetts schloss sie den Bachelor für Musik ab. Anschließend studierte sie an der University of Michigan, an der sie die Leitung des University of Michigan Campus Symphony Orchestra und des Michigan Pops Orchestra innehatte. Anschließend erreichte sie ihren Master sowie ihre Doktorwürde für Orchesterleitung und schloss im Jahr 2014 ihr Studium als Dirigentin ab. Während des Jahres 2013 erhielt Chan die Bruno Walter Conducting Scholarship und im Jahr 2015 durchlief sie die Masterclasses bei Bernard Haitink in Luzern.

## Musikalische Laufbahn
Elim Chan war im Jahr 2014 die erste weibliche Gewinnerin des Wettbewerbs Donatella Flick Conducting Competition. Dank dieser Leistung war sie während der Konzertsaison 2015–2016 als Assistenzdirigentin mit dem London Symphony Orchestra verbunden. In der Saison 2016–2017 war sie am Dudamel Fellowship-Programm des Los Angeles Philharmonic beteiligt.
In den Jahren 2018–2019 wurde Chan zur festen Gastdirigentin des Royal Scottish National Orchestra und somit Nachfolgerin von Thomas Søndergård.
Seit der Saison 2019–2020 ist Chan Chefdirigentin des Antwerp Symphony Orchestra, das im Koningin Elisabethzaal in Antwerpen ansässig ist. Chan, die somit in die Fußstapfen von Chefdirigenten wie Edo de Waart und Jaap van Zweden trat, ist in der Geschichte des Orchesters die bisher jüngste Person in diesem Amt.
Zudem nahm Chan Gastdirigate beim Orchester des Mariinsky Theater in Sankt-Petersburg, des Hong Kong Philharmonic Orchestra, des London Symphony Orchestra, des in Amsterdam beheimateten  Koninklijk Concertgebouworkest, des Orchestre Philharmonique de Luxembourg, des Londoner Philharmonia Orchestra, des Royal Liverpool Philharmonic Orchestra, des Radio-Sinfonie-Orchesters Frankfurt, des Orchestre National de Lyon, des Rotterdams Philharmonisch Orkest, des Houston Symphony Orchestra und der kalifornischen Music Academy of the West wahr.
Des Weiteren dirigierte sie im Jahr 2012 das National Arts Centre Orchestra in Ottawa und das Orchestre de la Francophonie als Teil des NAC Summer Music Institute, wo sie gemeinsam mit Pinchas Zukerman arbeitete. Sie beteiligte sich am Musical Olympus Festival in Sankt-Petersburg sowie an Workshops des Cabrillo Festival Orchestra und des Baltimore Symphony Orchestra (mit Marin Alsop, Gerard Schwarz und Gustav Meier).
Chan dirigierte am 26. Juli 2024 das Orchester des Mozarteums mit der Bundeshymne zur Eröffnung der Salzburger Festspiele.

## Privates
Elim Chan ist mit dem niederländischen Schlagzeuger Dominique Vleeshouwers verlobt, der im Jahr 2020 den Niederländischen Musikpreis zugesprochen bekam.